# Pyganodon
Genre
Synonymes
- sous-genre Anodonta (Flexiplis)[2]
- sous-genre Anodonta (Pyganodon)[2]
- genre Flexiplis Rafinesque, 1831[2]
- genre Flexiptis Rafinesque, 1831[2]

Pyganodon est un genre de mollusques bivalves de la famille des Unionidae (moules d'eau douce).

## Liste d'espèces
Selon World Register of Marine Species (16 décembre 2018) :
- Pyganodon cataracta (Say, 1817)
- Pyganodon fragilis (Lamarck, 1819)
- Pyganodon gibbosa (Say, 1824) - endémique du bassin du fleuve Altamaha aux États-Unis
- Pyganodon grandis (Say, 1829) - États-Unis et du sud-est du Canada
- Pyganodon lacustris (I. Lea, 1857) - endémique des États-Unis